# 朱鞠内駅

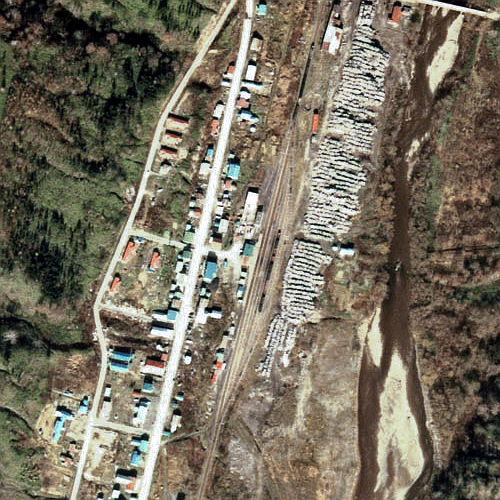
1977年の朱鞠内駅と周囲約500 m範囲。上が名寄方面。多数の副本線と、駅裏のストックヤードは木材が沢山野積みされている。名寄側に機関区の名残の転車台跡が残されている。

朱鞠内駅（しゅまりないえき）は、北海道（空知支庁）雨竜郡幌加内町字朱鞠内にかつて存在した、北海道旅客鉄道（JR北海道）深名線の駅（廃駅）である。電報略号はマリ。事務管理コードは▲121411。

## 歴史
- 1932年（昭和7年）10月25日 - 鉄道省幌加内線添牛内駅 - 当駅間延伸開通に伴い、開業[2][3][4]。一般駅[4]。
- 1933年（昭和8年）頃 - 雨竜第一ダム建設に伴う水没地域の立木伐採運搬のため、王子製紙[注 1]より依頼を受けた川上林業株式会社がブトカマベツ川[注 2]沿いに軽便軌道を敷設、ガソリン機関車にて当駅裏土場へ林材輸送[5][注 3]。
- 1941年（昭和16年）10月10日 - 幌加内線の当駅 - 名雨線初茶志内駅（後の天塩弥生駅）間延伸開通（深名線全通）に伴い、中間駅となる[3]。同時に路線名を深名線に改称、それに伴い同線の駅となる[3]。深川機関区朱鞠内支区設置[6]。
- 不明（昭和20年代前半？） - 川上林業（王子製紙）の軽便軌道が廃止[5]。
- 1949年（昭和24年）6月1日 - 公共企業体である日本国有鉄道に移管。
- 1950年（昭和25年）2月11日 - 朱鞠内機関支区廃止[6]、駐泊所となる[7]。
- 1964年（昭和39年）
  - 5月16日 - 朱鞠内大火により駅舎全焼[8]。
  - 8月末 - 新駅舎供用開始[9]。
  - 10月4日 - 当駅構内にて名羽線朱鞠内側の杭打式[10]。
- 1966年（昭和41年）7月27日 - 当駅構内にて名羽線朱鞠内側（朱鞠内-上流 約28km区間）建設工事起工式（着工は29日）[10]。
- 1981年（昭和56年）- 名羽線建設工事休止[11]。
- 1982年（昭和57年）3月29日 - 貨物の取り扱いを廃止[4]。乗車券販売及び荷物取り扱いを業務委託駅化[12]。
- 1984年（昭和59年）
  - 2月1日 - 荷物の取り扱いを廃止[4]。
  - 11月10日 - 旅客取り扱い駅員無配置駅となる[13]運転取り扱い要員はそのまま配置。
- 時期不詳：駅での乗車券販売を再開。
- 1987年（昭和62年）4月1日 - 国鉄分割民営化により、JR北海道に継承[4]。
- 1995年（平成7年）9月4日 - 深名線の全線廃止に伴い、廃駅となる[3][4]。

### 駅名の由来
当駅が所在していた地名より。地名は、アイヌ語由来とされるが、諸説ある。
| アイヌ語                     | アイヌ語     | 意味             | 由来 |
| カタカナ表記（アコㇿイタㇰ） | ラテン翻字   | 意味             | 由来 |
| ---------------------------- | ------------ | ---------------- | --- |
| スマリナイ                   | sumari-nay   | キツネ・川       | 永田方正による説。町史や1973年（昭和48年）に国鉄北海道総局が発行した『北海道 駅名の起源』もこれを採り、「むかし多くのキツネがすんでいたため」としている。ただし永田は由来の考察にあたって現地に入らず、音に合わせてアイヌ語を当てただけだったとしている。 |
| スマウㇱペッ                 | suma-us-pet  | 石・多い・川     | いずれも松浦武四郎による説。 |
| スマサンナイ                 | suma-san-nay | 石・流れ出る・川 | いずれも松浦武四郎による説。 |
| スマアンペッ                 | suma-an-pet  | 石・ある・川     | いずれも松浦武四郎による説。 |
| スマリナイ                   | suma-ri-nay  | 石・高い・川     | 山田秀三による説。ただし、北海道庁アイヌ政策推進室による「アイヌ語地名リスト」では「語法上は疑問」とする。 |

## 駅構造

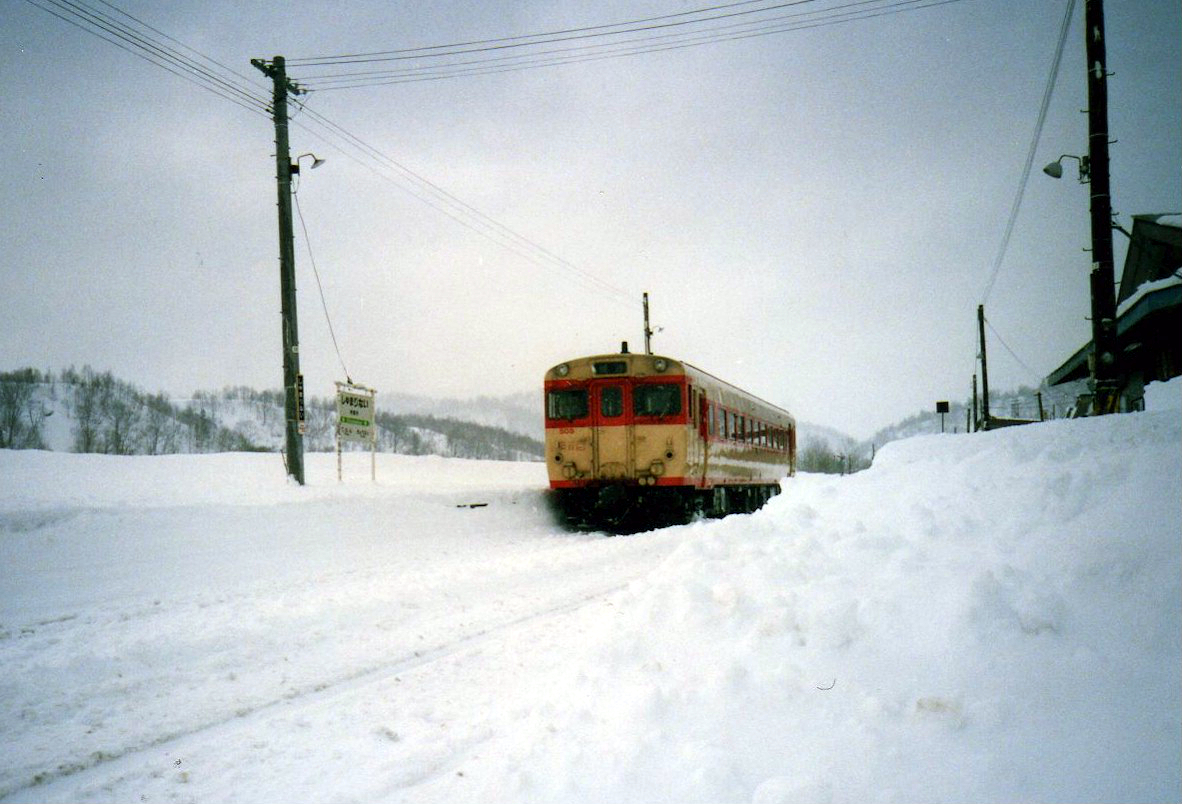
朱鞠内駅構内（車両はキハ53。1994年2月）

廃止時点で、相対式ホーム2面2線を有する地上駅で、列車交換可能な交換駅であった。互いのホームは、駅舎側ホーム中央部分と対向側ホーム南側を結んだ構内踏切で連絡した。駅舎側ホーム（西側）、対向側ホーム（東側）共に上下線共用となっていた。対向側ホームの外側1線が側線となっており、そのほか駅舎側本線の名寄方から分岐し駅舎北側のホーム切欠き部分の貨物ホームへの貨物側線を1線有していた。1983年（昭和58年）時点では構内外側にさらに3線の側線を有し、最も外側の側線からは名寄方に分岐して転車台を有し、その先で更に3線に分岐し車庫に至る行き止まりの側線を有した。その後1993年（平成5年）までには撤去された。

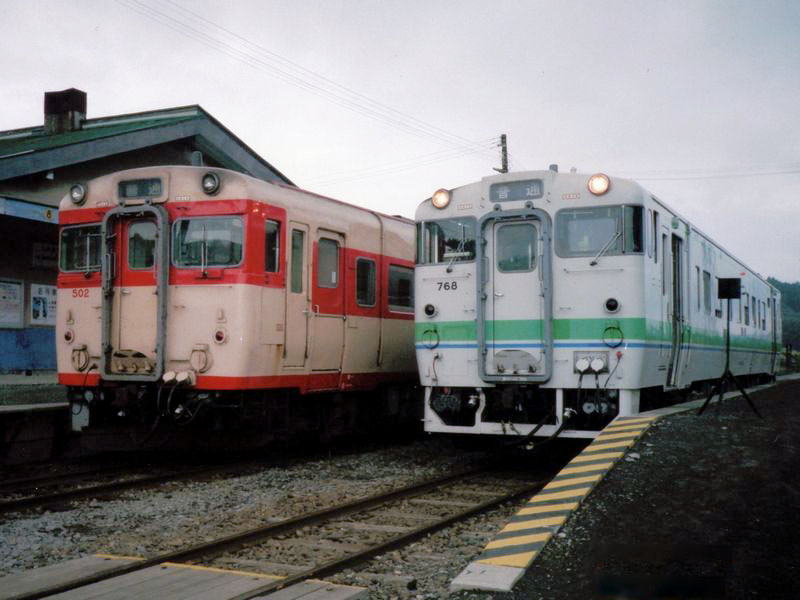
当駅で交換する列車（1994年8月31日）

職員配置駅で、駅舎は構内の西側に位置しホーム中央部分に接していた。駅舎は1964年（昭和39年）の朱鞠内大火の後に建て替えられた耐火ブロック造の平屋の建物であった。1983年（昭和58年）時点では駅舎内にキクの造花や木の根の大株が飾られていた。また、「わたしの旅スタンプ」が設置されていた。焼失した旧駅舎は一部二階建ての木造で、面積は新駅舎の1.5倍程であった。
また、旧駅舎も開設当初は北母子里駅より若干大きい程度の平屋であったが、1956年（昭和31年）まで（時期不詳）に増改築されている。名羽線が開業すれば、当駅は乗換駅になる予定だった。

## 利用状況
1日の乗降客数
- 1981（昭和56）年度 - 48人[17]。
- 1992（平成4）年度 - 8人[16]。

## 駅周辺

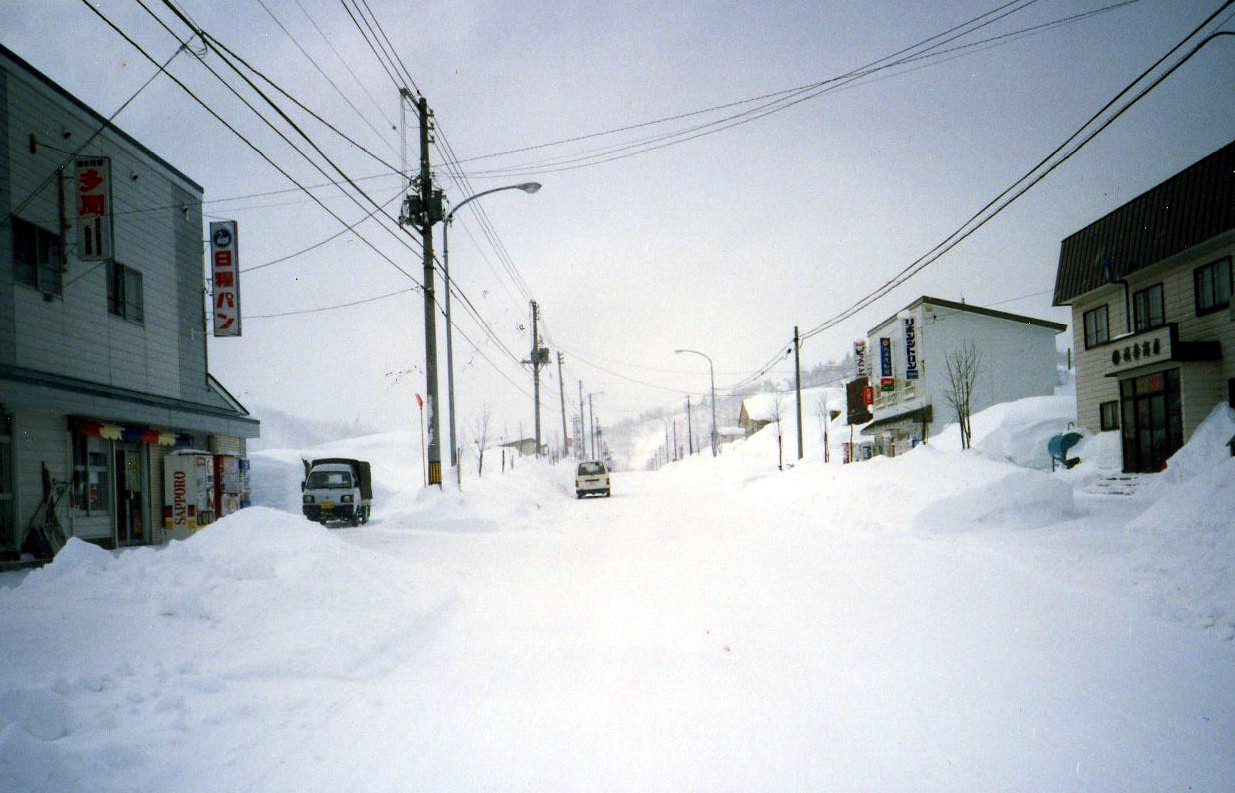
朱鞠内駅前。朱鞠内は豪雪地帯（1994年2月）

当駅ができる以前は湖畔駅近くの三股が朱鞠内の中心市街であったが、当駅がかなり離れた位置に設置されたため、駅の建設と共に多くが三股から移転して新市街が形成された。また駅構内の南北両端に接する敷地にはそれぞれ木工所が開設されて、特に北側の三津橋木工所は専用線が廃止された後も長く操業を続けていた。
駅前広場には「歓迎 道立朱鞠内湖公園」と記載された鉄製のアーチが設置されていた。
- 国道275号（美深国道）
- 北海道道528号蕗の台朱鞠内停車場線
- 朱鞠内小学校
- 朱鞠内湖（雨竜第一ダム）
- 朱鞠内郵便局
- 雨竜川[20]
- 朱鞠内川[20]。
- ジェイ・アール北海道バス深名線「朱鞠内」バス停

## その他
- 北海道内最大の人造湖である朱鞠内湖を擁す雨竜第一・第二ダム建設の際には、当線の延伸工事も重なったため当駅は大変に活況を呈し[16]、水没地域の伐採林材や建設資材の運搬のために臨時貨物列車が頻繁に増発された[5]。ダム建設完了とともに1949年（昭和24年）には宇津内駅での林材貨物積込も無くなって潮が引くように貨物便数も減り[5]、翌1950年（昭和25年）には機関支区が廃止となった[5]。
- 当駅はもともと夜間滞泊が設定されていたが、廃止時点での設定はなく、上下の最終列車は幌加内駅まで回送された後、営業列車として深川駅まで戻り、旭川運転所まで回送していた。

## 駅跡

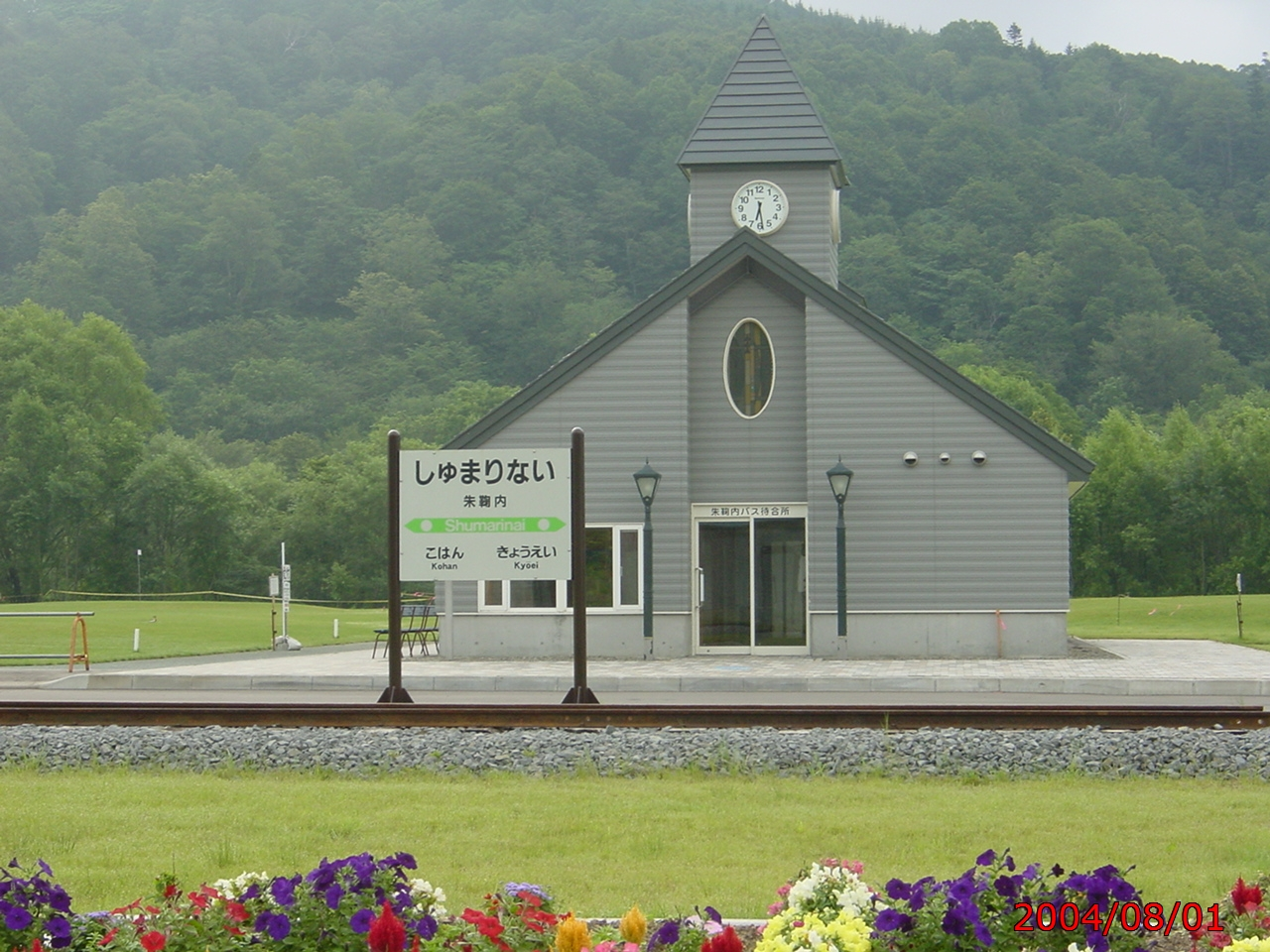
朱鞠内駅跡地（2004年8月）

廃駅後しばらくは駅舎がバス待合所として再利用され、相対式ホームも残っていた。2000年（平成12年）初頭時点では駅舎は現役当時のままと言える状態であったが、同年夏に跡地の再利用として全て解体され、跡地は「朱鞠内コミュニティー公園」となった。駅舎跡地にはバス待合所が新築され、ロータリー内に駅名標とレールの一部が移設されている。
また、2000年（平成12年）時点では駅跡の湖畔方にあった最初の踏切附近から左側に分岐する未成線の名羽線の道床が残存しており、2010年（平成22年）時点でも同様であった。

## 隣の駅
北海道旅客鉄道
深名線
共栄駅 - 朱鞠内駅 - 湖畔駅